# 聖イサアク大聖堂
座標: 北緯59度56分2.79秒 東経30度18分21.76秒 / 北緯59.9341083度 東経30.3060444度

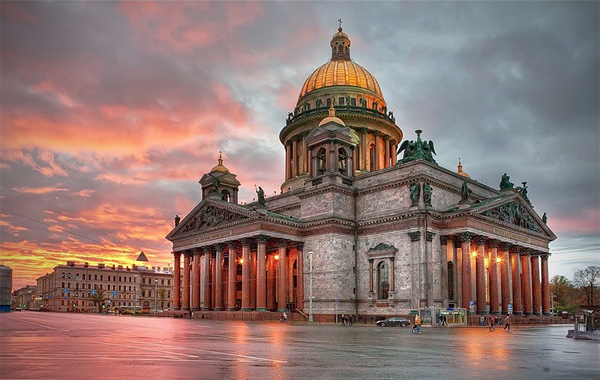
聖イサアク大聖堂

聖イサアク大聖堂（せいイサアクだいせいどう、露：Исаакиевский собор、英：Saint Isaac's Cathedral）は、ロシア、サンクトペテルブルク中心にあるロシア正教会の大聖堂である。ドームの高さは101.5メートル。聖イサーク大聖堂、聖イサーク寺院とも表記される。聖イサアク大聖堂の名称は、ピョートル大帝の守護聖人、ダルマチアの聖イサアク（聖イサク・ダルマツキー、w:Isaac of Dalmatia）に由来する。世界遺産のサンクトペテルブルク歴史地区と関連建造物群の構成の一つである。

## 歴史

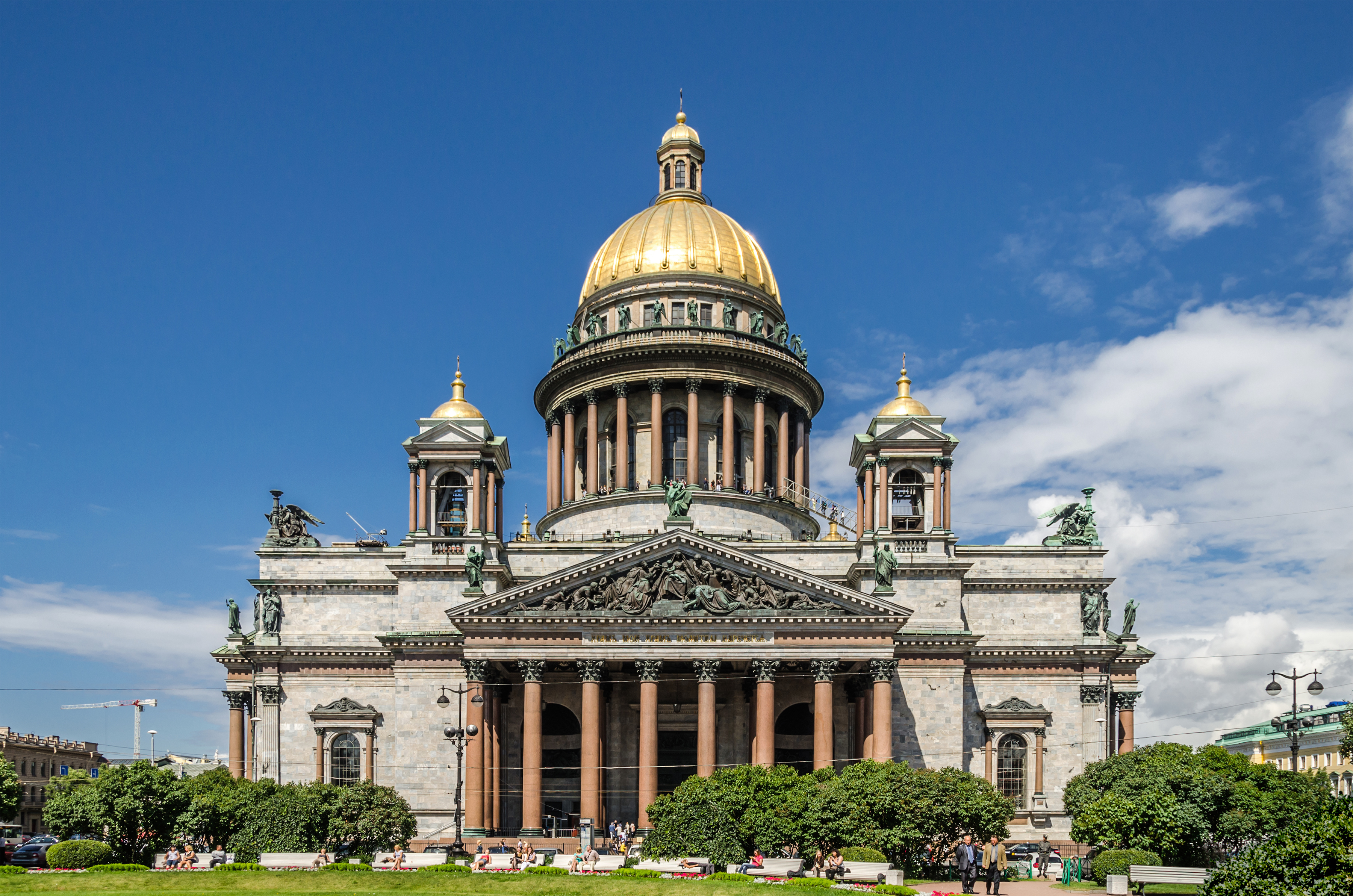
マリインスキー宮殿から見た聖イサアク大聖堂

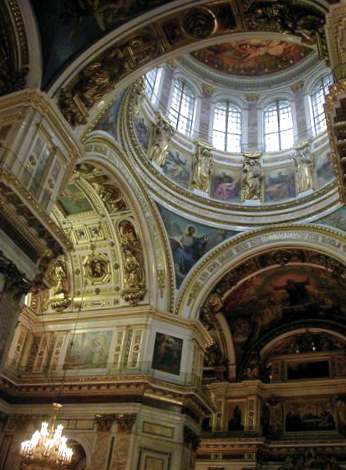
内装

ピョートル大帝の時代にワシリエフスキー島に初代の「聖イサク教会」が建設されたのが起源とされる。その後、1717年に元老院広場に移ったが、軟弱な地盤に加え、落雷によって焼失した。やがて、エカテリーナ2世の勅命でイタリア人建築家アントニオ・リナルディにより再建事業が開始されたが、未完成に終わり、パーヴェル1世が事業を引き継いだ。
現在の聖イサアク大聖堂はアレクサンドル1世の時代に建造されたもので、フランス人宮廷建築家オーギュスト・ド・モンフェランの設計による。モンフェランの監督下、1818年から1858年まで、40年の長きに工事が行われた。ロシア革命後は、ソビエト政権の下で博物館となった。他のサンクトペテルブルクの建造物同様、第二次世界大戦に危機に見舞われる。独ソ戦におけるレニングラード包囲戦では、聖イサアク大聖堂の黄金のドームはドイツ軍にとって絶好の標的と成り得たため、ソ連側はドームを灰色に塗装し直した。
ソ連崩壊後、大聖堂としての活動を再開し、祭日における奉神礼が行われている。

## 外観

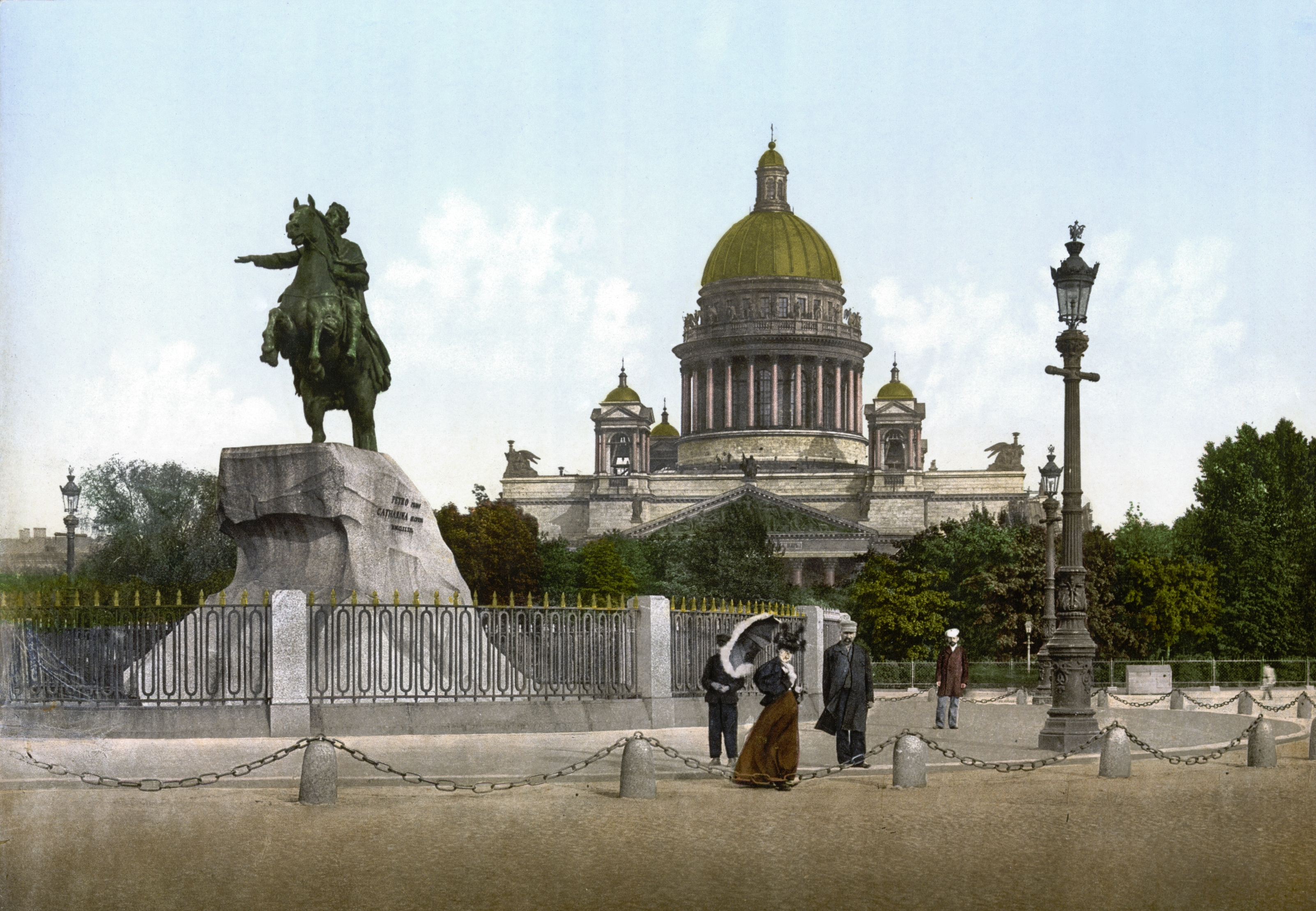
左は青銅の騎士像（1900年頃）

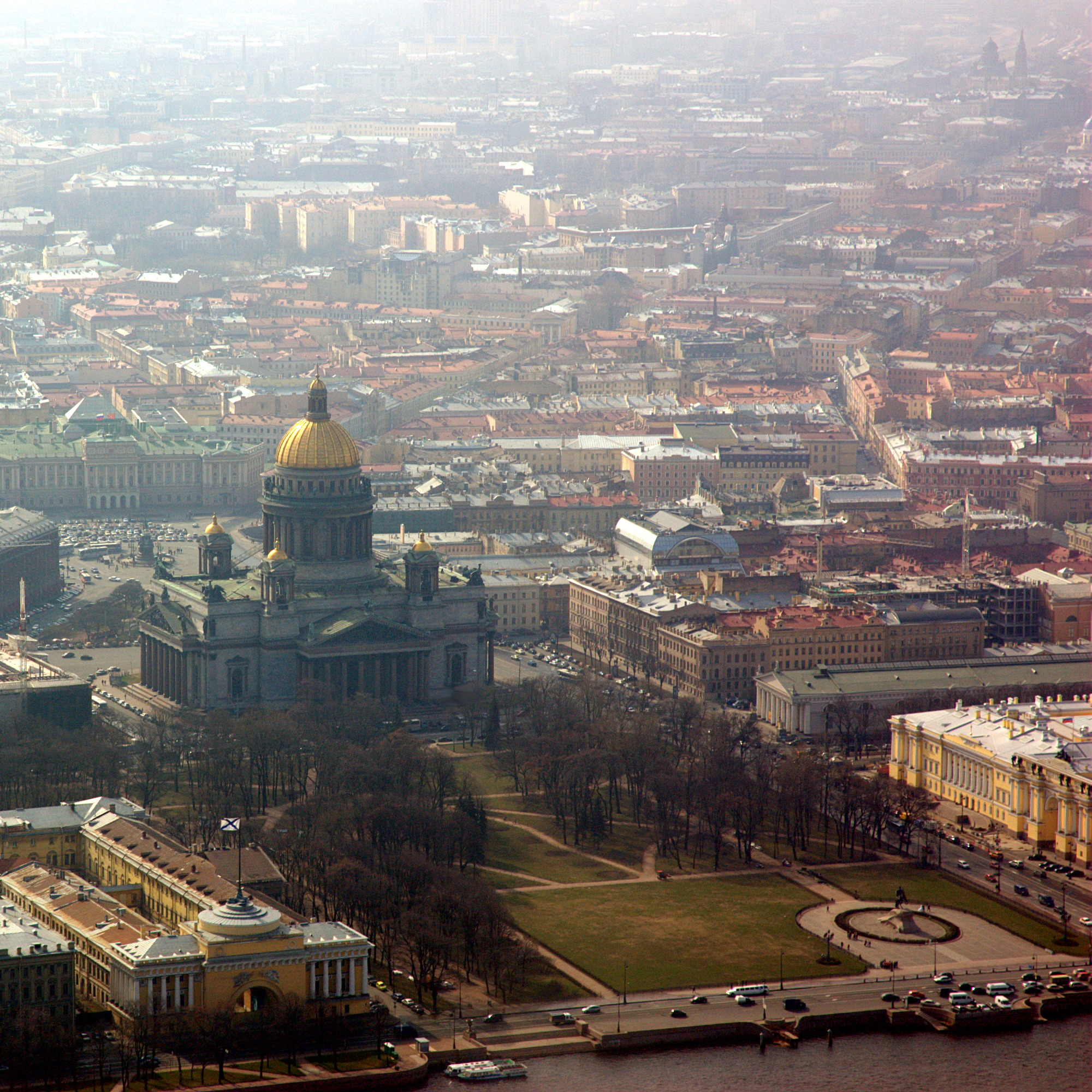
ネヴァ川上空から

聖イサアク大聖堂は、従来のロシア・ビザンチン建築様式（ギリシャ十字の平面プラン、中央部に巨大ドーム、四方に小ドームを配置する）を基本に新古典主義様式によるファサードで建設された。外観に関しては、イタリアの建築家アンドレア・パラーディオの設計によるヴィラ・アルメリコ・カプラと類似が指摘される。

## 内部
彫刻によって覆われた戸は、フィレンツェのバティステロ・ディ・サン・ジョヴァンニw:Battistero di San Giovanni (Florence)の手によるものである。壁柱や床、彫像は様々な色彩の花崗岩や大理石による。